# MANGAPOLO
MANGAPOLO（マンガポーロ）とは、電通がYouTube内に開設したマンガチャンネル。

## 概要
YouTubeを運営するGoogleが2012年11月から同サイト内で開始した公式番組の一つで、2013年2月4日にスタートした。出版社と共同でYouTubeの特性を活かしたマンガ表現を開発するほか、作家とファンの交流や新人クリエーターの発掘などもコンテンツに盛り込み、世界的なコミック市場の活性化を図ることを目的としている。鳥山明の人気マンガ『ドラゴンボール』を中心にフルカラー版の動画形式で無料配信されている。クールジャパンの一環である。

## 現在までに公開されている主なマンガ
- DRAGON BALL(ドラゴンボール)
  - Part１ 孫悟空修業編
  - Part２ レッドリボン軍編
  - Part３ ピッコロ大魔王編
  - Part４ サイヤ人編
  - Part５ フリーザ編
  - Part６ 人造人間･セル編
- Space Brothers(宇宙兄弟)
- ドラゴン桜
- Kodansha Comics(講談社)
- 七つの大罪
- 藤井組マンガ

- スペシャルムービー
  - ALL OUT!!
  - インベスターZ × GOLD RUSH
  - 砂の栄冠 × GOLD RUSH